# 1107 (عدد)
 ألف ومئة وسبعة 1107 هو عدد صحيح، يلي العدد 1106 ويسبق العدد 1108.

## في الرياضيات

### خصائص
- عدد طبيعي.[3]
- عدد فردي.[4][5]
- عدد موجب،[6] السالب منه هو - 1107.[7]

## في التاريخ
- 1107 هـ هي سنة في التقويم الهجري.
- هي سنة  1107 م في التقويم الميلادي.

## وصلات خارجية
الأعداد الصاتمة، ديوان اللغة العربية.